# Сояникильпан-де-Хуарес
Сояникильпан-де-Хуарес (исп. Soyaniquilpan de Juárez) — муниципалитет в Мексике, штат Мехико, с административным центром в городе Сан-Франсиско-Сояникильпан. Численность населения, по данным переписи 2010 года, составила 11798 человек.

## Общие сведения
Название Soyaniquilpan происходит из языка науатль и его можно перевести как: место, где трава ломается от воды.
Площадь муниципалитета равна 129 км², что составляет 0,58 % от площади штата. На севере, юге и западе он граничит с другим муниципалитетом штата Мехико — Хилотепеком, а на востоке — со штатом Идальго.

## Учреждение и состав
Муниципалитет был образован 9 сентября 1872 года, в его состав входит 16 населённых пунктов, самые крупные из которых:
| Код INEGI | Населённый пункт                                                                       | Численность населения (2005 год) | Численность населения (2010 год) |
| 079       | Всего                                                                                  | 10719                            | 11798                            |
| 0001      | Сан-Франсиско-Сояникильпан (исп. San Francisco Soyaniquilpan) (административный центр) | 3743                             | 4287                             |
| 0007      | Сан-Агустин-Буэнависта (исп. San Agustín Buenavista)                                   | 1212                             | 1271                             |
| 0009      | Сан-Хуан-Дасти (исп. San Juan Daxthi)                                                  | 929                              | 1089                             |
| 0003      | Эль-Дивисадеро-Фресно (исп. El Divisadero Fresno)                                      | 926                              | 1059                             |
| 0005      | Игнасио-Сарагоса (исп. Ignacio Zaragoza)                                               | 801                              | 815                              |
| 0018      | Сан-Хосе-Дегедо (исп. San José Deguedó)                                                | 653                              | 799                              |
| 0002      | Эль-Дивисадеро-де-Сапата (исп. El Divisadero de Zapata)                                | 492                              | 520                              |
| 0006      | Палос-Альтос (исп. Palos Altos)                                                        | 434                              | 337                              |

## Экономическая деятельность
По статистическим данным 2000 года, работоспособное население занято по секторам экономики в следующих пропорциях: сельское хозяйство и скотоводство — 33 %, промышленность и строительство — 38,8 %, сфера обслуживания и туризма — 26,4 %, прочее — 1,8 %.

## Инфраструктура
По статистическим данным 2010 года, инфраструктура развита следующим образом:
- электрификация: 95,4 %;
- водоснабжение: 96%;
- водоотведение: 61,7 %.

## Туризм
Основные достопримечательности, посещаемые туристами:
- Бывшая асьенда Ла-Голета, построенная в 1693 году.
- Бывшая асьенда Тандехе́, построенная в начале XVIII века.
- Церковь Святого Франсиска Азисского, построенная в XIX веке.